# Alla Selawry
Alla Selawry (ur. 23 sierpnia 1913 w Moskwie, zm. 27 lipca 1992 w Stuttgarcie) – pochodząca z Rosji niemiecka naukowczyni, antropozof, lekarka, homeopata i teolog.

## Życiorys
Alla urodziła się w 1913 r. w Moskwie. Była córką prawnika Siergieja Iwanowicza Selawry i lekarki Antoniny Georgiewny Stasenkowej (1886-1965), córki szlachcica Jerzego Stasenkowa. Dzieciństwo spędziła na wsi u dziadów w pobliżu Stawropola na Północnym Kaukazie. W 1922 r. wyjechała z rodziną przez Konstantynopol, Paryż i Londyn, do Berlina. W 1924 r. urodził się jej brat Oleg Selawry. 
W latach 1926-33 uczęszczała do szkoły Waldorf w Stuttgarcie. Jej nauczycielami byli Herbert Hahn i Erich Gabert, którzy stali się dla niej wzorcami do naśladowania. Dzięki nim zaczęła zgłębiać doktrynę antropozoficzną, którą zapoczątkował austriacki filozof, wizjoner i gnostyk Rudolf Steiner (1861–1925). Uczyła się sześciu języków, studiowała historię świata, sztukę i literaturę. W latach 1933-38 studiowała medycynę we Fryburgu i na Uniwersytecie w Tybindze. Uczęszczała też na kursy organizowane przez Itę Wegman, Eugena Kolisko, Wilhelma Pelikana i Hansa Krügera w Weleda. W 1939 r. została członkiem Towarzystwa Antropozoficznego.
Po ukończeniu studiów prowadziła badania nad biokrystalizacją. Na podstawie swoich badań wydała w 1957 r., wraz z bratem Olegiem i  Alfredem Neuhausem, książkę Die Kupferchlorid-Kristallisation in Naturwissenschaft und Medizin. Opracowała także homeopatyczne sposoby leczenia oparte na niektórych metalach, które zebrała i wydała w Metall-Funktionstypen - in Psychologie und Medizin - Zur Therapie mit Silber, Merkur, Kupfer, Eisen, Zinn, Blei und Gold.  Oprócz wkładu w naukę medyczną Alla Selawry napisała szereg książek teologicznych, w tym biografię Jana Kronsztadzkiego.
Alla Selawry zmarła 27 lipca 1992 r. w Stuttgarcie. 

## Wybrana twórczość
- Die Kupferchlorid-Kristallisation in Naturwissenschaft und Medizin (współautorzy: Oleg Selawry, Alfred Neuhau), 1957
- Zinn und Zinn-Therapie, 1964
- Silber und Silber-Therapie: mit 15 Tabellen, 1975
- Das immerwährende Herzensgebet. Ein Weg geistiger Erfahrung, 1970
- Ehrenfried Pfeiffer: Pioneer of spiritual research and practice: A contribution to his biography, 1992.
- Ehrenfried Pfeiffer: Pionier spiritueller Forschung und Praxis: Begegnung und Briefwechsel: ein Beitrag zu seiner Biographie (Pioniere der Anthroposophie), 1987
- Johannes von Kronstadt: Starez Rußlands, 1989
- Molitve Iisusovoj, 1990